# Promovare și retrogradare în Liga Națională de handbal feminin 2024-2025
Acest articol descrie fazele de promovare și retrogradare la finalul Ligii Naționale de handbal feminin 2024-2025.

## Format
La ediția 2024-2025 a Ligii Naționale au participat 14 echipe. Conform regulamentului publicat de FRH, echipele clasate pe ultimele două locuri (13 și 14) după ultima etapă a competiției urmau să retrogradeze direct în Divizia A. Deoarece conducerea clubului a retras echipa SCM Gloria Buzău din campionatul feminin înainte de terminarea acestuia, doar CSM Iași 2020, echipă care s-a clasat pe locul 13, a retrogradat direct în Divizia A.
Echipele care au terminat pe locurile 11 și 12 după ultima etapă a competiției au disputat un turneu de baraj împreună cu formațiile clasate pe locurile 3 și 4 la sfârșitul play off-ului Diviziei A. Conform regulamentului, echipele care la finalul turneului de baraj s-au clasat pe primele două locuri au rămas în Liga Națională.
- CSM Iași 2020 a retrogradat matematic în urma înfrângerii din 15 mai 2025, din etapa a XXV-a.
- CSJ Prahova și CSM Galați, echipele clasate pe locurile 1 și 2 în play off-ul Diviziei A, au promovat direct în Liga Națională.

## Echipele

### Echipe care au participat la baraj
| Echipa                | Competiția din care a provenit | Locul obținut în acea competiție | Data deciderii participării la baraj |
| --------------------- | ------------------------------ | -------------------------------- | ------------------------------------ |
| CSM Târgu Jiu         | Liga Națională                 | Locul 11                         | 17 mai 2025                          |
| CSM Slatina           | Liga Națională                 | Locul 12                         | 15 mai 2025                          |
| CSU Știința București | Divizia A                      | Locul 3                          | 17 mai 2025                          |
| CSM Unirea Slobozia   | Divizia A                      | Locul 4                          | 17 mai 2025                          |

## Partidele
Regulamentul de desfășurare a ediției 2024-2025 a ligii naționale a stabilit ca turneul de baraj să se desfășoare pe 29-31 mai 2025. Pe 13 mai s-a anunțat că turneul va fi găzduit de Sala Sporturilor Szabó Kati din Sfântu Gheorghe.
|  | Echipe rămase în Liga Națională |
|  | Echipe rămase în Divizia A      |

Actualizat pe 31 mai 2024;
| Loc | Echipa                | J | V | E | Î | GM  | GP  | G    | P | Poziție                                |
| --- | --------------------- | - | - | - | - | --- | --- | ---- | - | -------------------------------------- |
| 1   | CSM Târgu Jiu         | 3 | 3 | 0 | 0 | 102 | 70  | + 32 | 9 | Locul 11 în Liga Națională             |
| 2   | CSM Slatina           | 3 | 2 | 0 | 1 | 101 | 96  | + 5  | 6 | Locul 12 în Liga Națională             |
| 3   | CSU Știința București | 3 | 1 | 0 | 2 | 77  | 87  | – 10 | 3 | Locul 3 la turneul final al Diviziei A |
| 4   | CSM Unirea Slobozia   | 3 | 0 | 0 | 3 | 73  | 100 | – 27 | 0 | Locul 4 la turneul final al Diviziei A |

| 29 mai 2025 tv.frh.ro12:00 | CSM Slatina | 33 – 28 | CSU Știința București | Sala Sporturilor Szabó Kati, Sfântu Gheorghe Asistență: 50 Arbitri: Pârvu, Potîrniche |
| 29 mai 2025 tv.frh.ro12:00 | Pál 7       | (16–11) | Moraru 6              | Sala Sporturilor Szabó Kati, Sfântu Gheorghe Asistență: 50 Arbitri: Pârvu, Potîrniche |
| 29 mai 2025 tv.frh.ro12:00 | 4×          | Cronica | 3×                    | Sala Sporturilor Szabó Kati, Sfântu Gheorghe Asistență: 50 Arbitri: Pârvu, Potîrniche |

| 29 mai 2025 tv.frh.ro14:00 | CSM Unirea Slobozia | 21 – 32 | CSM Târgu Jiu | Sala Sporturilor Szabó Kati, Sfântu Gheorghe Asistență: 200 Arbitri: Iliescu, Manea |
| 29 mai 2025 tv.frh.ro14:00 | Șerban 9            | (9–17)  | Nicolae 7     | Sala Sporturilor Szabó Kati, Sfântu Gheorghe Asistență: 200 Arbitri: Iliescu, Manea |
| 29 mai 2025 tv.frh.ro14:00 | 1× 1×               | Cronica | 6× 2×         | Sala Sporturilor Szabó Kati, Sfântu Gheorghe Asistență: 200 Arbitri: Iliescu, Manea |

| 30 mai 2025 tv.frh.ro12:00 | CSU Știința București | 19 – 30 | CSM Târgu Jiu | Sala Sporturilor Szabó Kati, Sfântu Gheorghe Asistență: 25 Arbitri: Gorina, Melencu |
| 30 mai 2025 tv.frh.ro12:00 | Căprar 7              | (9–13)  | Paulo 5       | Sala Sporturilor Szabó Kati, Sfântu Gheorghe Asistență: 25 Arbitri: Gorina, Melencu |
| 30 mai 2025 tv.frh.ro12:00 | 3×                    | Cronica | 2× 1×         | Sala Sporturilor Szabó Kati, Sfântu Gheorghe Asistență: 25 Arbitri: Gorina, Melencu |

| 30 mai 2025 tv.frh.ro14:00 | CSM Slatina | 38 – 28 | CSM Unirea Slobozia | Sala Sporturilor Szabó Kati, Sfântu Gheorghe Arbitri: Șerbu, Vasilescu |
| 30 mai 2025 tv.frh.ro14:00 | Boian 10    | (17–16) | Marin 7             | Sala Sporturilor Szabó Kati, Sfântu Gheorghe Arbitri: Șerbu, Vasilescu |
| 30 mai 2025 tv.frh.ro14:00 | 1× 1×       | Cronica | 6× 1×               | Sala Sporturilor Szabó Kati, Sfântu Gheorghe Arbitri: Șerbu, Vasilescu |

| 31 mai 2025 tv.frh.ro10:00 | CSM Unirea Slobozia | 24 – 30 | CSU Știința București | Sala Sporturilor Szabó Kati, Sfântu Gheorghe Arbitri: Iliescu, Manea |
| 31 mai 2025 tv.frh.ro10:00 | David 5             | (11–17) | Căprar 7              | Sala Sporturilor Szabó Kati, Sfântu Gheorghe Arbitri: Iliescu, Manea |
| 31 mai 2025 tv.frh.ro10:00 | 2× 1×               | Cronica | 2× 1×                 | Sala Sporturilor Szabó Kati, Sfântu Gheorghe Arbitri: Iliescu, Manea |

| 31 mai 2025 tv.frh.ro12:00 | CSM Târgu Jiu | 40 – 30 | CSM Slatina | Sala Sporturilor Szabó Kati, Sfântu Gheorghe Asistență: 50 Arbitri: Șerbu, Vasilescu |
| 31 mai 2025 tv.frh.ro12:00 | Chiricuță 8   | (20–12) | Matea 8     | Sala Sporturilor Szabó Kati, Sfântu Gheorghe Asistență: 50 Arbitri: Șerbu, Vasilescu |
| 31 mai 2025 tv.frh.ro12:00 | 3× 1×         | Cronica | 3×          | Sala Sporturilor Szabó Kati, Sfântu Gheorghe Asistență: 50 Arbitri: Șerbu, Vasilescu |

În urma meciurilor disputate, CSM Târgu Jiu și CSM Slatina, clasate pe primele două locuri la sfârșitul turneului de baraj, și-au păstrat locul în Liga Națională și în sezonul 2025-2026.

## Principalele marcatoare ale turneului de baraj
Actualizat pe data de 31 mai 2025
| Poz. | Nume                    | Echipă                | Goluri |
| ---- | ----------------------- | --------------------- | ------ |
| 1    | Raluca Nicolae (ROU)    | CSM Târgu Jiu         | 17     |
| 2    | Cristina Boian (ROU)    | CSM Slatina           | 16     |
| 3    | Oana Căprar (ROU)       | CSU Știința București | 15     |
| 3    | Helena Paulo (ANG)      | CSM Târgu Jiu         | 15     |
| 3    | Larisa Șerban (ROU)     | CSM Unirea Slobozia   | 15     |
| 6    | Mara Matea (ROU)        | CSM Slatina           | 13     |
| 7    | Diana Lăscăteu (ROU)    | CSU Știința București | 12     |
| 7    | Patricia Moraru (ROU)   | CSU Știința București | 12     |
| 7    | Tamara Pál (HUN)        | CSM Slatina           | 12     |
| 10   | Andreea Chiricuță (ROU) | CSM Târgu Jiu         | 11     |
| 10   | Iuliana Marin (ROU)     | CSM Unirea Slobozia   | 11     |
| 10   | Irina Zinatulina (UKR)  | CSM Târgu Jiu         | 11     |